# Walter Mantovani
Walter Mantovani (Gonzaga, 24 gennaio 1918 – ...) è stato un calciatore italiano, di ruolo attaccante.

## Carriera
Era conosciuto come Mantovani II. Debutta nella Serie C 1937-1938 con il SIME Popoli, passando negli anni successivi al Carpi ed al Mantova dove segna a raffica, sempre in Serie C.
Nel dopoguerra si trasferisce prima al Suzzara (dove rimane per la stagione 1945-1946) e successivamente alla Reggiana, dove disputa tre campionati di Serie B consecutivi per un totale di 56 presenze e 20 reti.